# Sakura-Con
Le Sakura-Con est une convention Japanim qui se tient en mars ou en avril depuis 1998 au Centre des Conventions et du Commerce de l’État de Washington à Seattle.

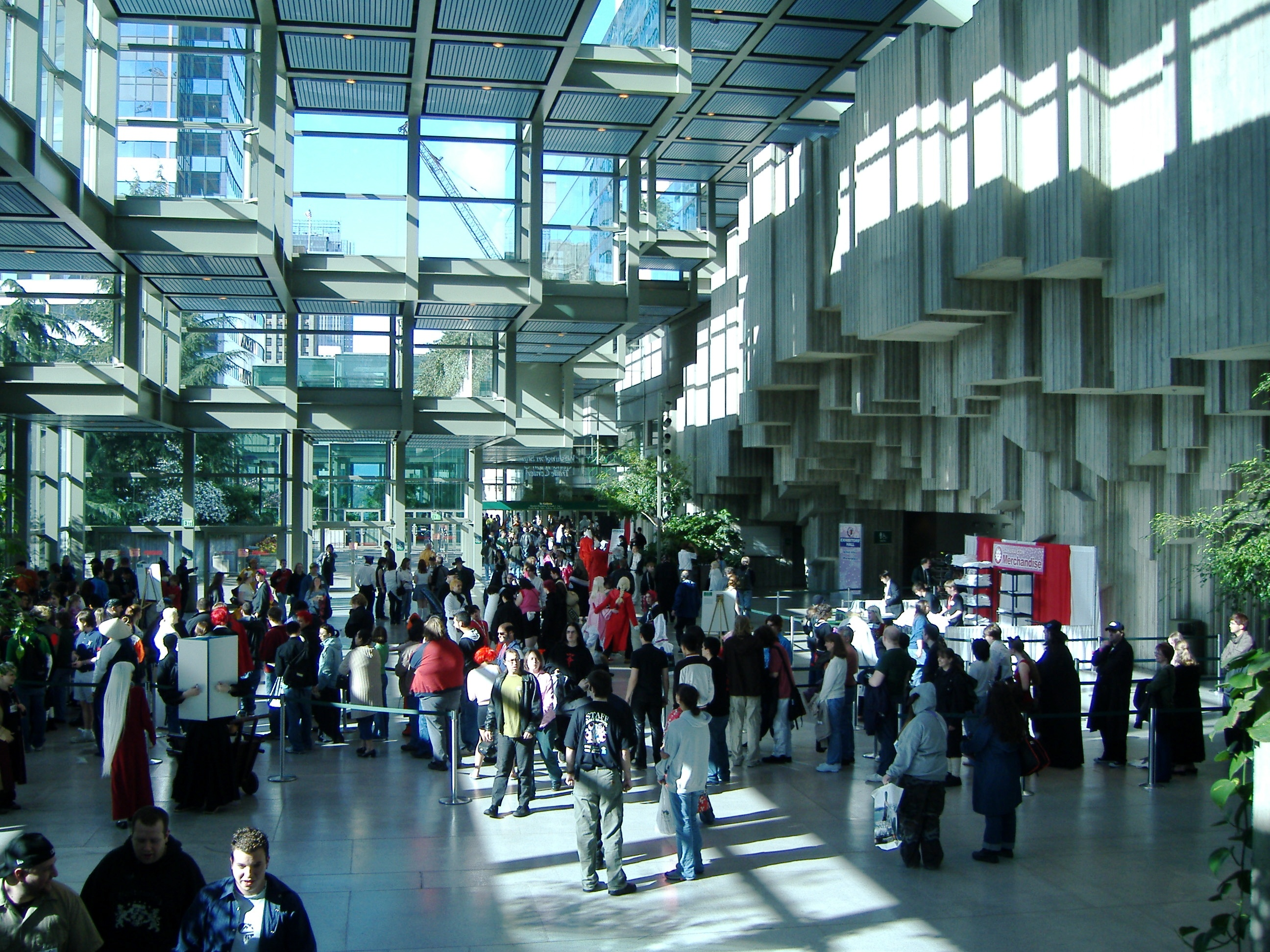
Hall d’entrée du Sakura-Con en 2006.